# Альфонсо де Бурбон-и-Варгас
Альфонсо де Бурбон-и-Варгас (исп. Alfonso de Borbón y Vargas; 28 мая 2010 г., Нью-Йорк) — испанский и французский принц, второй сын и третий ребёнок Луиса Альфонсо де Бурбона, которого сторонники возрождения монархии во Франции из партии легитимистов считают королём Франции Людовиком XX.

## Биография
Вместе с братом Луисом был крещен 5 сентября 2010 года в Ватикане, в Часовня хора базилики Святого Петра в Риме кардиналом Анджело Комастри.
Французскими легитимистами считается вторым в очереди на трон.
Получил официальное обращение Его Королевское Высочество и титул герцога Беррийского, оба впрочем никем не признаны, так как не были даны царствующим монархом Франции.